# Myrmeconema neotropicum
Myrmeconema neotropicum  (лат.) — вид паразитических энтомопатогенных нематод рода Myrmeconema из семейства Tetradonematidae отряда Mermithida. Единственным известным в настоящее время видом-хозяином является неотропический муравей Cephalotes atratus (Южная Америка), в нормальном состоянии имеющий чёрную окраску брюшка. После инфицирования абдомен краснеет, напоминая мелкую красноватую ягоду, растущую в нижнем лесном ярусе. Такой яркий вид привлекает птиц, которые предположительно склёвывают больных муравьёв (до сих пор наблюдать этот процесс не удалось). Яйца нематод, выходящие вместе с фекалиями птиц, затем собираются муравьями и цикл развития повторяется. Самки Myrmeconema neotropicum имеют длину около 1000 μm (~1 мм) и максимальную ширину до 112 μm. Самцы мельче самок (680 μm в длину и 97 μm в диаметре).